# جاك باورز
جاك باورز (بالإنجليزية: Jack Bowers)‏ (22 فبراير 1908 في المملكة المتحدة - 4 يوليو 1970 في المملكة المتحدة) هو لاعب كرة قدم بريطاني (وحمل سابقاً جنسية المملكة المتحدة لبريطانيا العظمى وأيرلندا) في مركز الهجوم. شارك مع منتخب إنجلترا لكرة القدم. أما مع النوادي، فقد لعب مع ديربي كاونتي وسكونثورب يونايتد وليستر سيتي.

## وصلات خارجية
- جاك باورز على موقع قاعدة بيانات كرة القدم.إي يو (الإنجليزية)
- جاك باورز على موقع ناشيونال فوتبول تيمز (الإنجليزية)
- جاك باورز على موقع عالم كرة القدم.نت (الإنجليزية)